# Цагараев, Максим Николаевич
Макси́м Никола́евич Цагара́ев (осет. Цӕгӕраты Максим, 5 мая 1916, Алагир, СОАССР, СССР — 2 декабря 1990, Орджоникидзе, СОАССР, СССР) — осетинский писатель, драматург, сценарист. Народный писатель СОАССР, Заслуженный деятель искусств СОАССР.

## Биография
В 1941 году окончил Северо-Осетинский педагогический институт. С августа 1941 года в рядах армии.
Участник Великой Отечественной войны. Был офицером связи штаба 118-й танковой бригады. Воевал на Западном, Брянском, 1-м Прибалтийском и 3-м Белорусском фронтах. Закончил войну в звании капитана.
В 1954—1958 годах М. Н. Цагараев был председателем правления Союза писателей Северной Осетии,
В 1958—1960 — министр культуры Северо-Осетинской АССР. В 1960—1963 — редактор журнала «Мах дуг» («Наша эпоха»).
В 1963—1970 годах М. Н. Цагараев вновь возглавлял Союз писателей Северной Осетии.

## Творчество
В 1947 году М. Н. Цагараев опубликовал первую повесть повесть «По дороге счастья» (в русском переводе «Повесть о колхозном плотнике Саго», 1952) и книгу военных очерков «На западе».
Основной темой творчества писателя была жизнь села: повести «Пастух чёрной горы» (1961), «Походная песнь» (1965), «Когда пробуждаются камни» (1970), «Наследница» (1979); роман «Слепой дождь» (1983).

## Награды
- орден Отечественной войны I степени (11.03.1985)
- орден Отечественной войны II степени (29.04.1944)
- 3 ордена Трудового Красного Знамени (05.10.1960; 22.07.1966; 22.08.1986)
- орден Красной Звезды (01.09.1943)
- орден «Знак Почёта» (13.05.1976)
- медали
- Народный писатель СОАССР
- Заслуженный деятель искусств СОАССР
- Государственная премия имени Коста Хетагурова (Северная Осетия)